# Marie-Claude Bakkal-Lagarde
Pour les articles homonymes, voir Bakkal et Lagarde.
Marie-Claude Bakkal-Lagarde, née le 25 janvier 1961, est une archéologue française, ingénieure de recherches à l'INRAP, intervenante en anthropologie culturelle auprès d'établissements supérieurs. Elle porte, par son lignage maternel le titre de Bernard de Cadoudal. Son blason est « D’argent à la croix engrêlée de sable » selon une lettre patente du roi Louis XVIII du 16 décembre 1815.[réf. nécessaire]

## Biographie
Dès 1978, elle participe aux travaux de recherches sur des sites néolithiques comme le tumulus du Montioux à Sainte-Soline dans les Deux-Sèvres et Champ Durand à Nieul-sur-l'Autise en Vendée. Elle adhère au Groupe vendéen d’études préhistoriques et plus tard devient membre de son conseil d'administration. En 1980, après un bac A4 philosophie, où elle prend goût à l'ethnologie, elle entre à l'université de Poitiers en section Histoire de l'art et archéologie. Ses premières recherches sur le terrain concernent le rivage nord du golfe des Pictons. Elle participe aux côtés de Claude Burnez aux fouilles des Loups à Échiré dans les Deux-Sèvres et de Diconche à Saintes en Charente-Maritime.
En 1982, elle rejoint l'université de Rennes I et rédige un mémoire de maîtrise sur Le site protohistorique de la plage de Longeville en Vendée. L'année suivante elle effectue un stage à l'école française de Rome en Italie. En 1985, elle obtient un premier contrat à durée déterminée à l'Association pour les fouilles archéologiques nationales, sur le site médiéval et moderne de Saint-Cybard à Angoulême. En 1988, elle fonde l'Association pour le développement de l'archéologie sur Niort et les environs (ADANE), qui achète et sauvegarde en 1994 l'aumônerie Saint-Jacques de La Villedieu du Pont de Vau datée du XVe siècle et y établit son siège. Suivent un mémoire de DEA sur Les fermes gauloises du bas Poitou puis un ouvrage intitulé De Rom à Jard-sur-Mer, un essai de géographie antique du rivage nord du Golfe des Pictons.
Proche de l'archéologue Maurice Marsac, elle œuvre avec lui et poursuit après son décès la publication de ses découvertes réalisées par photographies aériennes, environ un millier de sites édités en trois tomes. Elle contribue également à faire connaître ce travail. En mai 2010, l'intégralité du fonds photographique Maurice Marsac est déposé aux archives départementales des Deux-Sèvres.
En 1998, elle engage un chantier de jeunes bénévoles pour la restauration du château de Sanzay XVe siècle dans les Deux-Sèvres. Les travaux archéologiques réalisées dans la douve permettent la découverte de cinq tours détruites anciennement, dont il ne reste que le substrat en réserve. À la suite de ses travaux, après curage, les douves sont remises en eau. Parallèlement les Monuments historiques ont restauré la tour donjon du XVe siècle. 
En hommage à la commune de son enfance, elle écrit un livre sur son histoire, La Crèche une histoire millénaire, s'appuyant sur des travaux anciens peu connus réalisés par des passionnés. 
De 2005 à 2007, elle œuvre dans la région Centre, dans le Loir-et-Cher (fouilles du Bois de la Faix à Angé) et dans le Loiret à Dadonville, Chevilly.

## Controverses
Mutée en 2008 dans l'Ouest, elle commence l'étude du site du Haut Empire romain qualifié de « terre noire » à La Caillaudière à Sallertaine en Vendée. Ce quartier d'habitat s'organise de part et d'autre d'une voirie. Sur une partie de l'emprise, la non visibilité des unités stratigraphiques contraint l'équipe de l'Inrap à utiliser des méthodes d'enregistrement utilisées en préhistoire, relevés en trois dimensions de tous les vestiges, utilisation de la micromorphologie pour caractériser l'usage des espaces. Cette méthode fut dénigrée par les uns, encouragée par les services de l'État.[réf. nécessaire]
Deux années d'études pour exploiter les données de terrains permirent la rédaction d'un rapport remis aux autorités compétentes en novembre 2011. Mise à mal par les accusations de ses collègues, elle est dans un premier temps écartée de l'exploitation scientifique du mobilier récolté de fin octobre 2008 à fin août 2009, exclue de sa fonction d'archéologue de décembre 2009 à avril 2010[réf. nécessaire], elle utilise cette parenthèse pour renouer avec l'anthropologie culturelle en dispensant des cours pour deux établissements d'enseignement supérieur de La Roche-sur-Yon. Parallèlement, elle assiste techniquement Jacques Jarry dans son projet de publication intitulé Inscriptions latines et étrangères du Poitou. Environ 700 pages d'épigraphie sont publiées en 2011 et 2012.
La même année, un article publié dans lemonde.fr discrédite à nouveau son travail à Sallertaine en ces termes : « certaines [fouilles] mal conduites comme la fouille récente de la Caillaudière à Sallertaine en Vendée ». Au moment de la publication, l'auteur de cet article n'a eu connaissance ni du cahier de prescription des charges scientifiques établi en amont de la fouille, précisant les modalités techniques d'intervention, ni du rapport d'opération encore inédit[réf. nécessaire]. Cet article paraît également dans la revue Détection-passion de mai-juin 2011.
Depuis 2011, elle travaille dans l’inter-région Grand Sud-Ouest, devenue NAOM (Nouvelle-Aquitaine et Outre-Mer).

## Publications
- Le site protohistorique de Longeville Vendée, mémoire de maîtrise d'Histoire de l'Art et d'Archéologie, Université de Bretagne - Rennes II, 1984, 126 p., 35 fig, 12 photo
- La céramique protohistorique de la plage de Longeville en Vendée, Aspects des Ages du Fer en Centre Ouest, Angoulême, 1984, p. 56-57, 1 fig.
- Avec C. Burnez, Les Loups à Échiré (Deux-Sèvres), Bulletin de la Société Historique et Scientifique des Deux-Sèvres, 2e série, XIX/3, 1986, p. 95-100
- Notes préliminaires sur les fouilles de la Chagnée de Brûlain (Deux-Sèvres), Bulletin de la Société Historique et Scientifique des Deux-Sèvres, 2e] série, XIX/3, 1986, p. 167-172
- Habitats ouverts de l'Age du Fer en Poitou, Mémoire de DEA Sciences auxiliaires de l'Antiquité, Université de Poitiers, Faculté des sciences Humaines, 1986, 127 p., 65 fig
- Avec C. Burnez et M. Marsac, Les Loups à Échiré (Deux-Sèvres), Sondage préliminaire et environnement, Actes du IIIe Congrès National des Sociétés Savantes, Poitiers, 1986, p. 385-398.
- Avec C. Burnez, Campaniformes sur le site des Loups à Échiré (Deux-Sèvres), Cultures campaniformes dans le Centre-Ouest de la France, Groupe Vendéen d'Études Préhistoriques, 1986, p. 97-100
- Avec R. Sacre, L'éperon barré de Croisette à Saint-Maxire (Deux-Sèvres), Bulletin de la Société Historique et Scientifique des Deux-Sèvres, 2e série, XX/1, 1987, p. 33-52
- Les rites funéraires à la fin de l'Âge du Bronze et au début de l'Âge du Fer dans notre région, Bulletin de la Société Historique et Archéologique du Val de Sèvre, no 50, 2e tr., 1988, p. 1-15
- Avec C. Burnez, A propos du style de Conguel, Bulletin de la Société Préhistorique Française, correspondance scientifique, 1988, p. 35-36
- Avec J-M. Bouchet et C. Burnez, Nouvelles données sur le Néolithique récent et final entre les vallées de la Seugne et du Né (Charente), Bulletin de la Société Préhistorique Française, no 10-12, 1988, p. 412-432
- Nos ancêtres les Pictons, Bulletin de la Société Historique et Archéologique du Val de Sèvre, no 54, 2e tr., 1989, p. 1-13
- Occupation tardive du fundus gallo-romain des Brangeries à La Crèche (Deux-Sèvres), Bulletin de la Société Historique et Scientifique des Deux-Sèvres, 2e série, XXII/3, 1989, p. 213-263
- Rhé, La Chauvinière de Chauray (Deux-Sèvres), bulletin de l'Association pour le développement de l'archéologie sur Niort et les environs, 1989, p. 6-12
- Avec S. Boutin, Un nouveau site chalcolithique dans le Mellois, Chancelée à Saint Génard (Deux-Sèvres), Bulletin de l'Association pour le développement de l'archéologie sur Niort et les environs, no 1, 1989, p. 13-17
- Le grand Pré à la Chagnée de Brûlain (Deux-Sèvres), Bulletin de l'Association pour le Développement de l'Archéologie sur Niort et les Environs, no 1, 1989, p. 19-32
- Découvertes gallo-romaine aux Brangeries à La Crèche (Deux-Sèvres), bulletin de l'Association pour le développement de l'archéologie sur Niort et les environs, no 1, 1989, p. 36-40
- Avec S. Boutin, La céramique du lavoir à Paizay-le-Tort (Deux-Sèvres), bulletin de l'Association pour le développement de l'archéologie sur Niort et les environs, no 1, 1989, p. 41-44
- Un souterrain refuge à Gascougnolle (Deux-Sèvres), Bulletin de l'Association pour le développement de l'archéologie sur Niort et les environs, no 1, 1989, p. 49-50
- De Rom à Jard-sur-Mer à l'époque gallo-romaine, édition de l'Association pour le développement de l'archéologie sur Niort et les environs, 1990, 374 p.
- Invasions et autochtones en Poitou, Bulletin de la Société Historique et Archéologique du Val de Sèvre, no 58, 1991, 2e tr., p. 1-9
- Les cavités de la plaine de Niort-Souterrains et carrières/caves, Actes des 1re Journées-Rencontre Archéologie des mondes souterrains, éd. ADANE 1993, 1990, p. 27-37
- Quelques données typologiques sur des haches polies de Saint-Pompain (Deux-Sèvres), Bulletin de l'Association pour le développement de l'archéologie sur Niort et les environs, no 2, 1990, p. 5-23
- La fosse 10 des Brangeries à La Crèche (Deux-Sèvres), Bulletin de la Société Historique et Scientifique des Deux-Sèvres, 2e série, XXIV/2, 1991, p. 161-170
- Quelques mottes féodales du Bas-Poitou, Revue Archéologique Sites, no 47, 3e tr., 1991, p. 3-8
- Verre, verreries et verriers en Poitou, Bulletin de la Société Historique et Archéologique du Val de Sèvre, no 63, 3e tr., 1991, p. 1-9
- Implantation néolithique de la vallée du Lambon (Deux-Sèvres), Bulletin de l'Association pour le développement de l'archéologie sur Niort et les environs, no 3, 1991, p. 14-21
- Gazoduc Vouillé-Niort (Deux-Sèvres), Bulletin de l'Association pour le développement de l'archéologie sur Niort et les environs, no 3, 1991, p. 29-37
- Lames minces de céramique à l'éponge (Deux-Sèvres), Bulletin de l'Association pour le développement de l'archéologie sur Niort et les environs, no 3, 1991, p. 14-21
- Nécropole mérovingienne de Barilleau à La Crèche (Deux-Sèvres), Bulletin de l'Association pour le développement de l'archéologie sur Niort et les environs, no 3, 1991, p. 43-55
- Le château de l'Isle à La Crèche (Deux-Sèvres), bulletin de l'Association pour le développement de l'archéologie sur Niort et les environs, no 3, 1991, p. 60-62
- Bassin de la Sèvre Niortaise, prospection aérienne, Bilan scientifique, éd. du SRA Poitou-Charentes, 1992
- L'espace funéraire antique en Bas-Poitou, Revue archéologique Sites, no 49, 2e tr., 1992, p. 13-17
- Aperçu de la frontière forestière Picto-Saintongeaise - un essai d'analyse archéologique et toponymique, Revue Archéologique Sites, no 51, 2e tr., 1992, p. 37-41
- Avec R. Sacre, Matériel lithique de l'éperon barré de Croisette (Deux-Sèvres), Bulletin de l'Association pour le Développement de l'Archéologie sur Niort et les Environs, no 4, 1992, p. 12-40
- Prospection sur le tracé du gazoduc Cognac-Pons (1987), Bulletin de l'Association pour le Développement de l'Archéologie sur Niort et les Environs, no 4, 1992, p. 41-54
- Prospection sur le tracé du gazoduc Cognac-Pons (1987), bulletin de l'Association pour le développement de l'archéologie sur Niort et les environs, no 4, 1992, p. 41-54
- Les scythes Vie quotidienne et œuvre d'art du VIe au IIIe siècle avant notre ère, Bulletin de la Société Historique et Archéologique du Val de Sèvre, no 67, 3e tr., 1992, p. 1-13
- Note sur un poignard en silex découvert à Exireuil (Deux-Sèvres), bulletin de l'Association pour le développement de l'archéologie sur Niort et les environs, no 5, 1993, p. 5-8
- Sites inédits du bassin de la Sèvre Niortaise - découverte 1992, Bulletin de l'Association pour le Développement de l'Archéologie sur Niort et les Environs, no 5, 1993, p. 11-14
- De Rom à Jard-sur-Mer à l'époque gallo-romaine, édition Association pour le Développement de l'Archéologie sur Niort et les Environs, collection Mémoires et travaux, 1994, 304 p. (Lire en ligne)
- Le Dernier mégalithe de la plaine de Niort à Vouillé, Deux-Sèvres, Bulletin de l'Association pour le Développement de l'Archéologie sur Niort et les Environs, no 7, 1995, p. 9-11
- Avec M. Bakkal, Étude préliminaire du souterrain de la Barre du Beugnon (Deux-Sèvres), Subterranea no 96, 1995, p. 110-119
- Avec M. Bakkal, Chauffoir d'époque moderne à La Crèche (Deux-Sèvres), Bulletin de l'Association pour le Développement de l'Archéologie sur Niort et les Environs, no 8, 1996, p. 63-64
- Avec M. Bakkal,Étude préliminaire du souterrain de La Barre du Beugnon (Deux-Sèvres), Bulletin de l'Association pour le développement de l'archéologie sur Niort et les environs, no 8, 1996, p. 65-72
- Avec M. Bakkal, Le souterrain de La Paillerie à Saint-Pierre du Chemin (Vendée), Bulletin de l'Association pour le développement de l'archéologie sur Niort et les environs, no 9, 1997, p. 24-36
- Avec M. Bakkal, ''Carrière souterraine de Moulinotte (Deux-Sèvres), Bulletin de l'Association pour le développement de l'archéologie sur Niort et les environs, no 9, 1997, p. 37-43
- Avec M. Bakkal, Céramique médiévale du souterrain du Tail à Saint-Aubin de Baubigné (Deux-Sèvres), Bulletin de l'Association pour le développement de l'archéologie sur Niort et les environs, no 9, 1997, p. 48-71
- Une collecte hétéroclite mais instructive, à la Garette, commune de Sansais (Deux-Sèvres), Bulletin de l'Association pour le développement de l'archéologie sur Niort et les environs, no 10, 1998, p. 7-8
- L'occupation du moyen Val de Sèvre à l'époque gallo-romaine, Bulletin de l'Association pour le développement de l'archéologie sur Niort et les environs, no 10, 1998, p. 9-15
- Du côté de l'aumônerie de La Villedieu du Pont de Vau (Deux-Sèvres), Bulletin de l'Association pour le Développement de l'Archéologie sur Niort et les Environs, no 10, 1998, p. 16
- Avec M. Talbot-Marsac, L'apport de la prospection archéologique aérienne à la connaissance du rivage antique du Golfe des Pictons (France), Revue Archéologique de Picardie, n° spécial 17 /1999, 387-396 (Lire en ligne)
- Avec J-M. Large et J-R. Bourrhis, ''Une hache du bronze final à Longeville-sur Mer, Vendée, Bulletin du Groupe Vendéen d'Études Préhistoriques, 1999, no 35, 1999, p. 45-54
- Découverte d'un fragment de hache poli à La Petite Ile, La Crèche (Deux-Sèvres), Bulletin de l'Association pour le Développement de l'Archéologie sur Niort et les Environs, no 11, 1999, p. 13
- Le chiron de Boisragon à La Crèche (Deux-Sèvres), Bulletin de l'Association pour le développement de l'archéologie sur Niort et les environs, no 12, 2000, p. 13-15
- Le travail du bois au Néolithique, Bulletin de l'Association pour le développement de l'archéologie sur Niort et les environs, no 13, 2001, p. 15-18
- Travaux archéologiques au château de Sanzay, Bulletin de l'Association pour le développement de l'archéologie sur Niort et les environs, no 13, 2001, p. 25-46
- Résultats des premiers sondages archéologiques au Château de Sanzay (Deux-Sèvres), Bulletin de l'Association des Archéologues de Poitou-Charentes, no 29, 2001, p. 67-72
- dir., La Crèche une histoire millénaire, éd. Association pour le Développement de l'Archéologie sur Niort et les Environs, coll. monographie, 186 p.
- Sanzay (Deux-Sèvres), Le château, Archéologie médiévale, 32, 2002, p. 286
- Les représentations humaines dans l'art paléolithique, Bulletin de l'Association pour le développement de l'archéologie sur Niort et les environs, no 15, 2003, p. 5-12
- La cavité de Moulin Papon à La Roche-sur-Yon (Vendée), Bulletin de l'Association pour le Développement de l'Archéologie sur Niort et les Environs, no 15, 2003, p. 95-100
- Sanzay (Deux-Sèvres), Le château, Archéologie médiévale, 33, 2003, p. 298
- Paléopathologie et médecine préhistorique, Bulletin de l'Association pour le développement de l'archéologie sur Niort et les environs, no 16, 2004, p. 5-10
- Opération archéologique en 2003 au château de Sanzay (Deux-Sèvres), Bulletin de l'Association pour le développement de l'archéologie sur Niort et les environs, no 16, 2004, p. 51-57
- Revue de presse : Prissé-La-Charrière (Deux-Sèvres), un tumulus inviolé depuis 6000 ans, Bulletin de l'Association pour le développement de l'archéologie sur Niort et les environs, no 17, 2005, p. 5-8.
- Découverte d’un “camp romain” à La Crèche (Deux-Sèvres), Bulletin de l'Association pour le développement de l'archéologie sur Niort et les environs, no 17, 2005, p. 21-26
- La céramique, quelques aspects techniques, bulletin de l'Association pour le développement de l'archéologie sur Niort et les environs, no 18, 2006, p. 29-46
- Les néandertaliens dans la vallée de la Sèvre niortaise, Bulletin de l'Association pour le développement de l'archéologie sur Niort et les environs, no 19, 2007, p. 5-13
- Découverte d'un camp romain à La Crèche Deux-Sèvres, Bulletin de l'Association pour le Développement de l'Archéologie sur Niort et les Environs, no 17, 2007, p. 22-27
- Avec J. Sarrazin, Le fossé des chouans en forêt de la Pelissonnière, Le Boupère (Vendée), Bulletin de l'Association pour le développement de l'archéologie sur Niort et les environs, no 17, 2007, p. 49-65
- Chateaudun (28) Le Champtier du Lard, Annuaire des opérations de terrain en milieu urbain 2006, 2007, p. 60
- Loiret, Chevilly-Sougy Le Clocher d'Ambron, un établissement gaulois, Revue archéologique du Loiret, no 32, 2007-2008, p. 5-18.
- Chronique des fouilles médiévales en France en 2007 (région Centre). Installations artisanales. Fay-aux-Loges (Loiret). La Loge Cognet, Archéologie médiévale, tome 38, 2008, p. 294
- Les distilleries d’alcool de betteraves en créchois fin XIXe, début XXe, Bulletin de l'Association pour le développement de l'archéologie sur Niort et les environs, no 25, 2009, p. 93-96
- Les camps néolithiques entre Sèvres et Lambon, bulletin de l'Association pour le développement de l'archéologie sur Niort et les environs, no 22, 2010, p. 21-26.
- 2011, l’année des découvertes, Aumônerie Saint-Jacques de la Villedieu du Pont de Vau, La Crèche, Deux-Sèvres, bulletin de l'Association pour le développement de l'archéologie sur Niort et les environs, no 22, 2011, p. 93-96.
- Biodiversité du Tardiglaciaire à nos jours, Bulletin de la Société Historique et Archéologique du Val de Sèvre, no 140, 2e tr., 2011, p. 1-18
- Le tissage à travers les époques dans le monde, Bulletin de la Société Historique et Archéologique du Val de Sèvre, no 144, 2e tr., 2012, p. 1-17
- La représentation de la femme dans l’art paléolithique, Bulletin de la Société Historique et Archéologique du Val de Sèvre, no 146, 4e tr., 2012, p. 1-28
- Regard sur la voie Poitiers-Les Sables d’Olonne vers 1750 selon l’Atlas de Trudaine, Bulletin de la Société Historique et Archéologique du Val de Sèvre, no 148, 2e tr., 2013, p. 1-26
- Chronologie de quelques cheminées du moyen Val de Sèvre, Bulletin de l'Association pour le développement de l'archéologie sur Niort et les environs, no 25, 2013, p. 33-36.
- Les gisants du Centre-Ouest de la France à l’époque médiévale, Bulletin de l'Association pour le développement de l'archéologie sur Niort et les environs, no 25, 2013, p. 61-74
- L'Aumônerie Saint-Jacques de la Villedieu du Pont de Vau, La Crèche (Deux-Sèvres), édition ADANE, collection Voir-Avoir-Savoir, 2013
- Archéologues et historiens à l'affût d'une tranche de vie 1914-1918, Bulletin de la Société Historique et Archéologique du Val de Sèvre, 2014
- Avec N. Peyne, Une occupation Hallstatt final-La Tène ancienne : le Haut des Vignes à Dadonville (Loiret), Revue archéologique du Centre de la France, 2014, p. 99-143